# Junkfood
Junkfood is een term die wordt gebruikt om voedsel te beschrijven dat veel energie bevat in de vorm van suiker en/of vet, en mogelijk ook natrium, maar met weinig voedingsvezels, eiwitten, vitamines, mineralen of andere belangrijke vormen van voedingswaarde. De term junkfood is een Engelstalig pejoratief daterend uit de jaren 1950.
In andere omschrijvingen van deze term worden sommige eiwitrijke voedingsmiddelen, zoals vlees bereid met verzadigd vet, ook als junkfood beschouwd. En het meeste junkfood zou van sterk bewerkt voedsel komen. Ook wordt de term wel eens verkeerdelijk gebruikt: fastfood wordt nogal eens verward met junkfood, hoewel fastfood geen junkfood hoeft te zijn.
Bezorgdheid over de negatieve gezondheidseffecten als gevolg van veelvuldige junkfoodconsumptie, met name obesitas, hebben geresulteerd in campagnes voor de bewustmakingsbewustzijn van de volksgezondheid en beperkingen op reclame en verkoop in verschillende landen.
Junkfood wordt in het Engels ook verwoord als ‘HFSS foods and beverages’ (HFSS = ‘high in fat, sugar or salt’; veel vet, zout en suiker).